# センチメンタル・ジャーニー (アルバム)
センチメンタル・ジャーニー （Sentimental Journey）は、1970年に発表されたリンゴ・スターのソロ・アルバム。

## 解説
リンゴ・スターがポール・マッカートニーのビートルズ脱退表明直前に発表したアルバム。
内容はアメリカのスタンダード・ナンバーのカヴァー集になっている。

## 収録曲
1. センチメンタル・ジャーニー - Sentimental Journey
2. 夜も昼も - Night And Day
3. ウィスパリング・グラス - Whispering Grass (Don't Tell The Tress)
4. バイ・バイ・ブラックバード - Bye Bye Blackbird
5. アイム・ア・フール・トゥ・ケア - I'm A Fool To Care
6. スターダスト - Stardust
7. ブルー・ターニング・グレイ・オーバー・ユー  - Blue, Turning Grey Over You
8. 慕情 - Love Is A Many Splendoured Thing
9. ドリーム - Dream
10. あなたはいつも - You Always Hurt The One You Love
11. 愛してると云ったっけ - Have I Told You Lately That I Love You?
12. レット・ザ・レスト・オブ・ザ・ワールド・ゴー・バイ - Let The Rest Of The World Go By